# Hans Moks
Hans Moks (* 15. Oktober 1923 in Saadjärve, Tartumaa, Estland; † 11. Oktober 2011 in Toronto) war ein kanadischer Speerwerfer estnischer Herkunft.
Moks emigrierte 1944 nach Schweden und 1951 von dort nach Kanada. 1958 gewann er Bronze bei den British Empire and Commonwealth Games in Cardiff. Fünfmal wurde er Kanadischer Meister (1952, 1953, 1955, 1957, 1958). Seine persönliche Bestleistung von 72,78 m stellte er 1955 auf.
Hans Moks starb am 11. Oktober 2011 in Toronto, seine letzte Ruhestätte fand er auf dem Tallinner Rahumäe-Friedhof.